# Замисловицький заказник
Замисловицький — ботанічний заказник місцевого значення. Об'єкт розташований на території Олевського району Житомирської області, ДП «Білокоровицьке ЛГ», Поясківське лісництво, кв. 19.
Площа — 116 га, статус отриманий у 1979 році.